# 노 브레인 레이스
《노 브레인 레이스》(영어: Rat Race)는 2001년 공개된 영화이다.

## 한국어 더빙 성우진(MBC)
- 박기량 - 닉 샤퍼 (브렉킨 메이어)
- 김명수 - 도날드 P. 싱클레어 (존 크리즈)
- 김순선 - 베라 베이커 (우피 골드버그)
- 이인성 - 엔리코 폴리니 (로안 앳킨슨)
- 신성호 - 랜달 랜디 피어 (존 로버츠)
- 이선주 - 비벌리 베브 피어 (캐시 나지미)
- 이병식 - 듀웨인 코디 (세스 그린)
- 변종필 - 블레인 코디 (빈스 비에루프)
- 김강산 - 오웬 템플튼 (쿠바 구딩 주니어)
- 정남 - 트레이시 포셋 (에이미 스마트)
- 박소라 - 메릴 제닝스 (라네 챔프먼)
- 김동현
- 이승환
- 김두희
- 류승곤
- 양준건
- 유상우
- 이민하
- 한경화